# Episodi di E vissero infelici per sempre (quarta stagione)
La quarta stagione della serie televisiva E vissero infelici per sempre è stata trasmessa in anteprima negli Stati Uniti d'America da The WB tra il 7 settembre 1997 e il 10 maggio 1998.
| nº | Titolo originale            | Titolo italiano               | Prima TV USA      | Prima TV Italia |
| -- | --------------------------- | ----------------------------- | ----------------- | --------------- |
| 1  | Hot Off the Presses         | Arrivano i marziani           | 7 settembre 1997  |                 |
| 2  | Experimenting in College    |                               | 14 settembre 1997 |                 |
| 3  | The Ghost and Mr. Malloy    | Un fantasma in famiglia       | 21 settembre 1997 |                 |
| 4  | Exorcising Jennie           | Bentornata a casa             | 28 settembre 1997 |                 |
| 5  | We Got Next                 | Come battere una ragazza      | 5 ottobre 1997    |                 |
| 6  | Sorority Girl               | Ammissione alla confraternita | 12 ottobre 1997   |                 |
| 7  | Ryan Vampire Slayer         |                               | 26 ottobre 1997   |                 |
| 8  | Cyber-Tiffany               |                               | 2 novembre 1997   |                 |
| 9  | Tiffany, the Home Wrecker   |                               | 9 novembre 1997   |                 |
| 10 | Little Miss Perfect         |                               | 16 novembre 1997  |                 |
| 11 | The One Kevin's Directing   |                               | 23 novembre 1997  |                 |
| 12 | Teacher of the Year         |                               | 14 dicembre 1997  |                 |
| 13 | Ryan's Labour Lost          |                               | 11 gennaio 1998   |                 |
| 14 | Undercover Cheerleader      |                               | 18 gennaio 1998   |                 |
| 15 | The Chaste Makes Waste      |                               | 1º febbraio 1998  |                 |
| 16 | Teacher's Pet               |                               | 8 febbraio 1998   |                 |
| 17 | Let's Get Ready to Rum Ball |                               | 15 febbraio 1998  |                 |
| 18 | Triple Play                 |                               | 22 febbraio 1998  |                 |
| 19 | Tiffany's Birthday          |                               | 26 aprile 1998    |                 |
| 20 | The Old West                |                               | 3 maggio 1998     |                 |
| 21 | The Clip Show               |                               | 10 maggio 1998    |                 |